# 唐橋陵
橋陵是唐睿宗李旦的陵寝，位蒲城县西北约十五公里处的丰山（唐时称为“桥山”，又称“苏愚山”）西南。桥陵以丰山为陵，在山腹开凿地宫，并在四周建造陵墙。丰山气势雄伟，蜿蜒如巨龙盘峙，登顶南眺，平野辽阔，一望无垠。陵穴高出周围平地250米左右，四周诸峰环绕，山势巍峨，蔚为壮观。
唐睿宗桥陵建成于唐立国近百年的开元盛世，这时国力强盛，社会升平，在陵墓建筑中都有反映：石刻艺术造型力求展现富贵气象的宏大、壮丽，陵墓建制高大宏伟。唐睿宗桥陵的陵墓建造和石刻艺术是唐代繁盛时期的代表，与乾陵并称为唐代陵墓石刻艺术之最，为全国重点文物保护单位。

## 陪葬人物
1. 贤妃王芳媚，墓志已发现
2. 惠宣太子李業
3. 惠莊太子李撝
4. 惠文太子李範
5. 金仙公主
6. 凉國公主
7. 鄎國公主
8. 駙馬[原創研究？]李思訓